# Divisions Regionals de Futbol Femení de les Illes Balears 2008-09
Les Divisions Regionals de Futbol Femení de les Illes Balears 2008-09 es van dur a terme com a continuació s'indica:

## Futbol 11

### Grup A
La primera jornada va començar el 15 de novembre de 2008 i la ultima va acabar el 7 de juny de 2009.
La classificació final del Grup A va ser la següent:
| Equip                   | PJ | G  | E | P  | GF  | GC  | Pts |
| ----------------------- | -- | -- | - | -- | --- | --- | --- |
| Collerense B            | 20 | 18 | 1 | 1  | 96  | 11  | 55  |
| Sp. At. Ciutat de Palma | 20 | 16 | 1 | 3  | 95  | 13  | 49  |
| Mallorca                | 20 | 13 | 5 | 2  | 106 | 22  | 44  |
| At. de Paguera          | 20 | 12 | 3 | 5  | 84  | 37  | 39  |
| Independiente           | 20 | 12 | 0 | 8  | 80  | 39  | 36  |
| Palma de Son Gotleu     | 20 | 11 | 2 | 7  | 61  | 33  | 32  |
| Arenal                  | 20 | 6  | 1 | 13 | 30  | 73  | 19  |
| Son Sardina             | 20 | 6  | 1 | 13 | 20  | 75  | 19  |
| At Rafal                | 20 | 3  | 0 | 17 | 18  | 114 | 9   |
| Son Roca At.            | 20 | 3  | 3 | 14 | 22  | 91  | 9   |
| Genova                  | 20 | 1  | 1 | 18 | 14  | 118 | 1   |

### Grup B
La primera jornada va començar el 15 de novembre de 2008 i la ultima va acabar el 7 de juny de 2009.
La classificació final del Grup B va ser la següent:
| Equip            | PJ | G  | E | P  | GF | GC | Pts |
| ---------------- | -- | -- | - | -- | -- | -- | --- |
| Ses Salines      | 18 | 16 | 1 | 1  | 71 | 17 | 49  |
| Sant Jordi       | 18 | 13 | 3 | 2  | 68 | 12 | 42  |
| Port de Pollença | 18 | 8  | 5 | 5  | 50 | 28 | 29  |
| S'horta          | 18 | 8  | 4 | 6  | 48 | 30 | 28  |
| Montaura         | 18 | 8  | 3 | 7  | 45 | 40 | 27  |
| Pollença i Port  | 18 | 6  | 4 | 8  | 36 | 30 | 22  |
| Cercle Solleric  | 18 | 6  | 4 | 8  | 33 | 36 | 19  |
| Algaida          | 18 | 5  | 1 | 12 | 31 | 81 | 16  |
| Alcúdia          | 18 | 4  | 1 | 13 | 24 | 49 | 13  |
| Santa Maria      | 18 | 3  | 0 | 15 | 16 | 99 | 9   |

### Final
| 14-06-2009 | Collerense B | 7-1     | Ses Salines | Montuiri |  |
|            |              | Informe |             |          |  |

## Futbol 7
La primera jornada va començar el 31 de gener de 2009 i la ultima va acabar el 9 de juny de 2009.
| Equip                   | PJ | G  | E | P  | GF  | GC  | Pts |
| ----------------------- | -- | -- | - | -- | --- | --- | --- |
| Sp. At. Ciutat de Palma | 12 | 12 | 0 | 0  | 141 | 11  | 36  |
| Escolar                 | 12 | 9  | 0 | 3  | 40  | 29  | 27  |
| Collerense              | 12 | 8  | 0 | 4  | 65  | 34  | 24  |
| Palma de Son Gotleu     | 12 | 6  | 1 | 5  | 34  | 37  | 19  |
| Son Ferrer              | 12 | 4  | 1 | 7  | 36  | 33  | 13  |
| Sant Jordi              | 12 | 1  | 1 | 10 | 9   | 70  | 4   |
| Santa Eugènia           | 12 | 0  | 1 | 11 | 9   | 120 | -2  |